# Jean Baptiste Courtois
Jean-Baptiste Courtois fou un químic i fabricant de salnitre francès, nat a Plombières-lès-Dijon el 1748, provinent d'una família de sabaters.
Es va casar amb Marie Blé i fou el pare de Bernard Courtois, descobridor de la morfina i el iode.
Fou el preparador del curs de química que Louis Bernard Guyton de Morveau impartí a Dijon i hom li deu la proposta de l'ús del carbonat de zinc a la pintura, en substitució del carbonat de plom:
| «                                                                   | L'ús de carbonat de zinc a la pintura, en substitució del carbonat de plom fou degut a Jean-Baptiste Courtois, de Dijon, preparador del curs de química de Guyton de Morveau i pare de Bernard Courtois, a qui hom deu la descoberta del iode. Aquesta pensada, comunicada per Courtois al seu il·lustre patró, esdevingué per a Guyton de Morveau el tema d'una memòria presentada a l'Acadèmia de Dijon el 1782. Tanmateix el preu massa elevat del zinc en aquells moments no va permetre de donar a aquesta feliç idea tot el desenvolupament que mereixia. El 1796, fou represa pel químic anglès Atkinson i més tard, el 1808, per Mollerat. El 1842, esdevindrà objecte d'una sol·licitud de patent a nom del senyor Rouquette. Finalment, més recentment, dues memòries presentades a l'Acadèmia de ciències, una pel senyor Mathieu i l'altra pel senyor Jean Leclaire, van demostrar tot el partit que la indústria i les arts podien treure d'aquesta substitució. A partir del 1845, la causa a favor del blanc de zinc va guanyar i va prendre el caràcter d'un descobriment doblement important tant pel que fa als avantatges d'aquest producte a la pintura com des del punt de vista de la higiene. | » |
| — Journal de Pharmacie et de Chimie - Societat de Farmàcia de París | |   |

Jean-Baptiste Courtois va ésser un dels primers de crear una salnitrera artificial, és a dir, un lloc de producció de nitrat de potassi o salnitre, utilitzat sobretot per a la fabricació de pólvora de canó. Courtois explotà la factoria de salnitre durant molts anys. El 1805 però, la societat de Jean-Baptiste Courtois va entrar en fallida i ell fou empresonat pels seus deutes, fins a 1807. El seu fill Bernard s'ocupà de la família i de la societat fins que Jean-Baptiste fou alliberat. No hi ha més detalls disponibles sobre què va esdevenir amb Courtois a partir del moment del seu alliberament.